# سلیمان سعید الشکیلی
سلیمان سعید الشکیلی (عربی: سليمان سعيد سيف الشكيلي؛ زادهٔ ۲۹ اکتبر ۱۹۸۴) بازیکن فوتبال اهل عمان بود.
از باشگاه‌هایی که در آن بازی کرده‌است می‌توان به باشگاه ورزشی السالمیه کویت اشاره کرد.
وی همچنین در تیم ملی فوتبال عمان بازی کرده‌است.